# Tunisie aux Jeux paralympiques d'été de 2024
La Tunisie participe aux Jeux paralympiques d'été de 2024 à Paris, en France du 28 août au 8 septembre 2024. Il s'agit de sa 10e participation à des Jeux paralympiques.

## Nombre d’athlètes qualifiés par sport
Voici la liste des qualifiés et sélectionnés tunisien par sport :
| Sport      | Hommes | Femmes | Total |
| ---------- | ------ | ------ | ----- |
| Athlétisme | 13     | 12     | 25    |
| Aviron     | 1      | 0      | 1     |
| Boccia     | 2      | 1      | 3     |
| Triathlon  | 1      | 0      | 1     |
| Total      | 17     | 13     | 30    |

## Bilan général

### Bilan par sport
| Sport      | Médaille d'or, Jeux paralympiques | Médaille d'argent, Jeux paralympiques | Médaille de bronze, Jeux paralympiques | Total | Rang pays |
| ---------- | --------------------------------- | ------------------------------------- | -------------------------------------- | ----- | --------- |
| Athlétisme | 5                                 | 3                                     | 3                                      | 11    | 10e       |
| Total      | 5                                 | 3                                     | 3                                      | 11    | 10e       |

### Bilan par jour de compétition
| Jour        | Médaille d'or, Jeux paralympiques | Médaille d'argent, Jeux paralympiques | Médaille de bronze, Jeux paralympiques | Total |
| ----------- | --------------------------------- | ------------------------------------- | -------------------------------------- | ----- |
| 30 août     | 1                                 | 0                                     | 0                                      | 1     |
| 31 août     | 1                                 | 1                                     | 0                                      | 2     |
| 2 septembre | 0                                 | 1                                     | 0                                      | 1     |
| 3 septembre | 0                                 | 1                                     | 0                                      | 1     |
| 4 septembre | 1                                 | 0                                     | 1                                      | 2     |
| 5 septembre | 0                                 | 0                                     | 1                                      | 1     |
| 7 septembre | 1                                 | 0                                     | 1                                      | 2     |
| 8 septembre | 1                                 | 0                                     | 0                                      | 1     |
| Total       | 5                                 | 3                                     | 3                                      | 11    |

### Bilan par sexe
| Sexe   | Médaille d'or, Jeux paralympiques | Médaille d'argent, Jeux paralympiques | Médaille de bronze, Jeux paralympiques | Total |
| ------ | --------------------------------- | ------------------------------------- | -------------------------------------- | ----- |
| Hommes | 2                                 | 3                                     | 2                                      | 5     |
| Femmes | 3                                 | 0                                     | 1                                      | 4     |
| Total  | 5                                 | 3                                     | 3                                      | 11    |

## Médaillés

### Médailles d’or
| Sport      | Discipline           | Athlète(s)          | Performance | Date        |
| ---------- | -------------------- | ------------------- | ----------- | ----------- |
| Athlétisme | Lancer du poids F41  | Raoua Tlili         |             | 30 août     |
| Athlétisme | Lancer de massue F32 | Maroua Brahmi       |             | 31 août     |
| Athlétisme | Lancer du disque F41 | Raoua Tlili         |             | 4 septembre |
| Athlétisme | 1 500 m T38          | Amen Allah Tissaoui |             | 7 septembre |
| Athlétisme | Marathon T12         | Wajdi Boukhili      |             | 8 septembre |

### Médailles d’argent
| Sport      | Discipline          | Athlète(s)       | Performance | Date        |
| ---------- | ------------------- | ---------------- | ----------- | ----------- |
| Athlétisme | Lancer du poids F37 | Ahmed Ben Moslah |             | 31 août     |
| Athlétisme | 100 mètres T34      | Walid Ktila      |             | 2 septembre |
| Athlétisme | 1 500 m T13         | Rouay Jebabli    |             | 3 septembre |

### Médailles de bronze
| Sport      | Discipline          | Athlète(s)          | Performance | Date        |
| ---------- | ------------------- | ------------------- | ----------- | ----------- |
| Athlétisme | 400 m T37           | Amen Allah Tissaoui |             | 4 septembre |
| Athlétisme | 400 m T12           | Rouay Jebabli       |             | 5 septembre |
| Athlétisme | Lancer du poids F40 | Raja Jebali         |             | 7 septembre |

## Résultats

### Athlétisme

#### Hommes
| Athlètes               | Épreuve      | Série | Série | Demi-finales | Demi-finales | Finale | Finale |
| Athlètes               | Épreuve      | Temps | Rang  | Temps        | Rang         | Temps  | Rang   |
| ---------------------- | ------------ | ----- | ----- | ------------ | ------------ | ------ | ------ |
| Rouay Jebabli          | 400 m T12    |       | e     |              | e            |        | e      |
| Rouay Jebabli          | 1 500 m T13  |       | e     |              | e            |        | e      |
| Walid Ktila            | 100 m T34    |       | e     |              | e            |        | e      |
| Walid Ktila            | 800 m T34    |       | e     |              | e            |        | e      |
| Mohamed Nidhal Khelifi | 100 m T53    |       | e     |              | e            |        | e      |
| Mohamed Nidhal Khelifi | 400 m T53    |       | e     |              | e            |        | e      |
| Mohamed Nidhal Khelifi | 800 m T53    |       | e     |              | e            |        | e      |
| Yassine Gharbi         | 400 m T54    |       | e     |              | e            |        | e      |
| Yassine Gharbi         | 800 m T54    |       | e     |              | e            |        | e      |
| Yassine Gharbi         | 1 500 m T54  |       | e     |              | e            |        | e      |
| Béchir Agoubi          | 1 500 m T13  |       | e     |              | e            |        | e      |
| Amen Allah Tissaoui    | 400 m T37    |       | e     |              | e            |        | e      |
| Amen Allah Tissaoui    | 1 500 m T38  |       | e     |              | e            |        | e      |
| Wajdi Boukhili         | Marathon T12 |       | e     |              | e            |        | e      |
| Hatem Nasrallah        | Marathon T12 |       | e     |              | e            |        | e      |

| Athlètes         | Épreuve              | Finale      | Finale |
| Athlètes         | Épreuve              | Performance | Rang   |
| ---------------- | -------------------- | ----------- | ------ |
| Farhat Chida     | Saut en longueur T38 | m           | e      |
| Wassim Salhi     | Lancer du poids F32  | m           | e      |
| Wassim Salhi     | Lancer de massue F32 | m           | e      |
| Oussama Sassi    | Lancer du poids F33  | m           | e      |
| Yassine Guenichi | Lancer du poids F36  | m           | e      |
| Ahmed Ben Moslah | Lancer du poids F37  | m           | e      |

#### Femmes
| Athlètes       | Épreuve     | Série | Série | Demi-finales | Demi-finales | Finale | Finale |
| Athlètes       | Épreuve     | Temps | Rang  | Temps        | Rang         | Temps  | Rang   |
| -------------- | ----------- | ----- | ----- | ------------ | ------------ | ------ | ------ |
| Neda Bahi      | 400 m T37   |       | e     |              | e            |        | e      |
| Somaya Bousaïd | 1 500 m T13 |       | e     |              | e            |        | e      |

| Athlètes              | Épreuve               | Finale      | Finale |
| Athlètes              | Épreuve               | Performance | Rang   |
| --------------------- | --------------------- | ----------- | ------ |
| Raoua Tlili           | Lancer du disque F41  | m           | e      |
| Raoua Tlili           | Lancer du poids F41   | m           | e      |
| Samar Ben Koelleb     | Lancer du disque F41  | m           | e      |
| Samar Ben Koelleb     | Lancer du poids F41   | m           | e      |
| Fathia Amaimia        | Lancer du disque F41  | m           | e      |
| Saïda Nayli           | Lancer du poids F32   | m           | e      |
| Maroua Brahmi         | Lancer du poids F32   | m           | e      |
| Maroua Brahmi         | Lancer de massue F32  | m           | e      |
| Saoussen Ben Mbarek   | Lancer du poids F34   | m           | e      |
| Saoussen Ben Mbarek   | Lancer du javelot F34 | m           | e      |
| Yousra Ben Jemaâ      | Lancer du javelot F34 | m           | e      |
| Raja Jebali           | Lancer du poids F40   | m           | e      |
| Nourhein Belhaj Salem | Lancer du poids F40   | m           | e      |
| Jihen Azaiez          | Lancer du poids F46   | m           | e      |

### Aviron

#### Hommes
| Athlètes      | Compétition | Série | Série | Repêchage | Repêchage | Finale | Finale |
| Athlètes      | Compétition | Temps | Rang  | Temps     | Rang      | Temps  | Rang   |
| ------------- | ----------- | ----- | ----- | --------- | --------- | ------ | ------ |
| Maher Rahmani | Skiff PR1   |       | e     |           | e         |        | e      |

### Boccia

#### Mixte
| Athlètes                                   | Épreuve            | Phase de poules | Phase de poules | Phase de poules | Phase de poules | Phase de poules | Quart de finale | Demi-finale | Finale | Rang |
| Athlètes                                   | Épreuve            | Match 1         | Match 2         | Match 3         | Match 4         | Rang            | Quart de finale | Demi-finale | Finale | Rang |
| ------------------------------------------ | ------------------ | --------------- | --------------- | --------------- | --------------- | --------------- | --------------- | ----------- | ------ | ---- |
| Achraf Tayahi                              | Individuel BC1     |                 |                 |                 |                 |                 |                 |             |        |      |
| Ayed Ben Youb                              | Individuel BC1     |                 |                 |                 |                 |                 |                 |             |        |      |
| Maha Aounallah                             | Individuel BC1     |                 |                 |                 |                 |                 |                 |             |        |      |
| Achraf Tayahi Ayed Ben Youb Maha Aounallah | Par équipe BC1-BC2 |                 |                 |                 |                 |                 |                 |             |        |      |

### Triathlon
| Athlètes      | Catégorie | Natation (750 m) | Transition 1 | Vélo (20 km) | Transition 2 | Course (5 km) | Temps | Résultat |
| ------------- | --------- | ---------------- | ------------ | ------------ | ------------ | ------------- | ----- | -------- |
| Fathi Zwoukhi | PTWC      |                  |              |              |              |               |       |          |